# Istone H1
L'istone H1, uno dei cinque tipi di istone, è una piccola proteina con una carica netta positiva, coinvolta nel processo di compartimentalizzazione della cromatina. In particolare, il suo ruolo consiste nel favorire la condensazione dei nucleosomi in fibre da 30 nm, infatti interagisce con il DNA linker costringendo il DNA ad una maggiore adesione all'ottamero istonico. Si compone di un nucleo globulare e di due code estese, ed essendo carico positivamente, specialmente la sua estremità N-terminale (come le altre quattro proteine istoniche H2A, H2B, H3, H4), riesce a neutralizzare i gruppi fosfato negativi dei filamenti esterni del DNA.
Una singola molecola di istone H1 si lega a ciascun nucleosoma entrando in contatto sia con DNA che proteine e modificando il percorso del DNA stesso che emerge dal nucleosoma. Tuttavia, ancora non si è compreso in dettaglio il preciso funzionamento di questo tipo di interazione.
Il legame di H1 aumenta la lunghezza del DNA arrotolato strettamente attorno all'ottamero istonico. Questo legame produce un più definito angolo di entrata e di uscita del DNA dal nucleosoma. Questo effetto, che può essere visualizzato al microscopio elettronico, risulta apparentemente come un posizionamento a zig-zag dei nucleosomi.
Si teorizzano due modalità di assemblaggio differenti degli istoni:
- Modello a zig-zag: i nucleosomi si impacchettano formando pile di nucleosomi adiacenti l'uno agli altri;
- Modallo a solenoide: i nucleosomi si impacchettano in modo da formare una spirale.

Non è noto se esiste un modello piuttosto che l'altro, entrambi sono stati però teorizzati.